# Copitarsia heydenreichii
Copitarsia heydenreichii är en fjärilsart som beskrevs av Freyer 1851. Copitarsia heydenreichii ingår i släktet Copitarsia och familjen nattflyn. Inga underarter finns listade i Catalogue of Life.